# 2-й переулок Измайловского Зверинца
2-й переу́лок Изма́йловского Звери́нца (с 19 июня 1929 года до 1935 года — 2-й переу́лок Изма́йловского Звери́нца посёлка Измайловский Зверинец) — переулок в Восточном административном округе города Москвы на территории района Измайлово.

## История
При царе Алексее Михайловиче в районе села Измайлово для охотничьих забав был создан Звериный двор, где содержались олени, туры, лоси. В 1731 году зверинец был расширен и перестроен, в него были завезены из разных стран изюбри, дикобразы, кабаны, китайские коровы, дикие ослы, сайгаки, фазаны, обезьяны. При зверинце выросло селение Звериная слобода, которое затем развилось в посёлок Измайловский Зверинец. В 1826 году зверинец был ликвидирован. 19 июня 1929 года один из переулков посёлка получил современное название, а сам посёлок в 1935 году вошёл в состав Москвы.

## Расположение
2-й переулок Измайловского Зверинца, являясь продолжением Кирпичной улицы, проходит от 1-й улицы Измайловского Зверинца и Северо-Восточной хорды на восток до Первомайской аллеи, пересекая 2-ю улицу Измайловского Зверинца и Народный проспект. Участок 2-го переулка Измайловского Зверинца от 2-й улицы Измайловского Зверинца до Первомайской аллеи расположен на территории Измайловского парка. По 2-му переулку Измайловского Зверинца не числится домовладений.

## Транспорт

### Наземный транспорт
По 2-му переулку Измайловского Зверинца не проходят маршруты наземного общественного транспорта. У западного конца переулка, на 1-й улице Измайловского Зверинца, расположена остановка «1-я улица Измайловского Зверинца» автобусов № 7, 131.

### Метро
- Станция метро «Партизанская» Арбатско-Покровской линии — севернее переулка, на Измайловском шоссе.